# 晋冀鲁豫边区

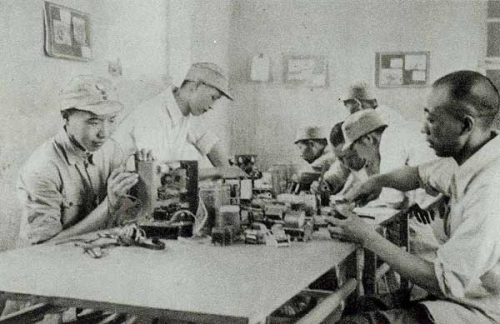
晉冀魯豫軍區內中國工農紅軍的無線電工廠

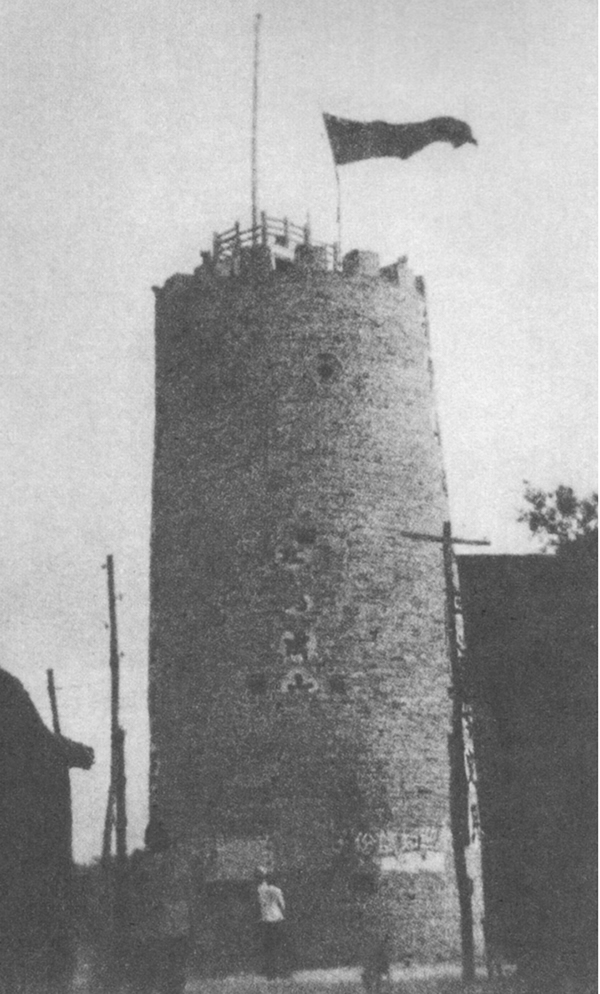
封丘城被中共佔領

晋冀鲁豫边区，是中国抗日战争中，中国共产党领导的敌后抗日根据地之一。1937年10月，八路军一二九师开始在山西省太行山和太岳山区建立。1938年4月，扩建为晋冀豫根据地，驻河北省涉县，后迁至邯郸市。
1941年7月18日，晋冀鲁豫边区临参会第四次会议一致通过成立晋冀鲁豫边区政府。9月1日，晋冀鲁豫边区政府在河北省涉县正式宣布成立，从此，晋冀鲁豫区有了统一的抗日民主政权。晋冀鲁豫边区政府（1941年9月1日——1948年9月1日）所辖晋冀鲁豫根据地，包括原属山西省东南部的26个县、河北省西南部的42个县、山东省西部的42个县和河南省北部的11个县。据1945年统计，共辖121个县，总面积约12万平方公里，总人口2551万。

## 历史
1937年抗日战争开始，日军進攻山西。阎锡山同意中共的八路军东渡黄河进入山西抗日。共军派遣三个师进入山西，其中国民革命军第十八集团军第129师由刘伯承率领，在山西东南建立晋东南根据地，之后发展为晋冀鲁豫边区。
中共晋冀鲁豫中央局和晋冀鲁豫军区，与抗战时期成立的晋冀鲁豫边区政府同驻河北省涉县，后迁至邯郸市。包括山西省、河北省、山东省、河南省各一部，面积为十五万平方公里，177个县，2500万人口。首府在河北省武安市冶陶镇。
1941年4月5日决定成立晋冀豫边区临时参议会筹备委员会，选举临参会参议员。根据中共北方局的建议，将鲁西33个县划入本区，晋冀豫临参会遂改名为晋冀鲁豫边区临参会。1941年7月7日，第一届晋冀鲁豫边区临时参议会在辽县桐峪村召开，来自全区各界的133名参议员，其中共产党员46名。大会名誉主席团名誉主席分别是：国家主席林森、军事委员会委员长蒋介石、中共领袖毛泽东、国民党领袖宋庆龄、中共领袖周恩来、军委会副委员长冯玉祥、中共领袖洛甫、八路军总司令朱德、副总司令彭德怀。大会主席团由宋维周、石璜、邢肇棠、王乃堂、李雪峰、王悦尘、孙文淑、李之乾（安阳县抗日民主政府县长）、罗青、范子侠、何云、李大章、滕代远、邓小平、杨珏、王振华、申伯纯、陈光、石泰和（回族）、袁致和、绪连柱、李纪月、陈同元共23人组成。经过40天的会议，大会选举晋冀鲁豫临参会议长为申伯纯（共产党），副议长为宋维周（（1872-1951，永年县人，国民党）、邢肇棠（国民党）。晋冀鲁豫边区政府主席为杨秀峰，副主席为薄一波、戎伍胜。临参会主席团经过决议，确定晋冀鲁豫临参会为边区人民最高权力机关。之前于1940年成立的冀太联办，即冀南、太行、太岳行政联合办事处宣布撤销。
在军事上，划分为晋区晋冀豫军区和鲁区冀鲁豫军区两大块。晋冀豫军区（司令员倪志亮，政委黄镇）由八路军129师建立于1938年4月，包括太行军区、太岳军区和冀南军区三个战略区。冀鲁豫军区（司令员黄克诚，政委崔田民）由八路军115师建立于1940年4月，包括豫北、直南和鲁西南地区。

### 國民革命軍第38軍
1929年，西北軍系的楊虎城投效蔣介石，在蔣唐戰爭中擊敗唐生智。1930年中原大戰之後西歸升格為國民革命軍第17路軍，6萬多人，被稱為「小西北軍」。
1936年於西安事變之後第17路軍縮編為國民革命軍第38軍，由孫蔚如率領。抗日戰爭期間國民革命軍第38軍擴編為國民革命軍第31軍團，由孫蔚如任軍團長；下轄38軍（軍長趙壽山）和96軍（軍長李興中），在中條山等地與日軍作戰。1946年，孔从洲率國民革命軍第38軍投奔晉冀魯豫軍區，被改編為西北民主聯軍38軍，歸陈赓、谢富治的陳謝兵團指揮，成為中國人民解放軍的一部分。

## 1945年后
1945年8月20日，在抗日战争胜利前的大反攻中，正式成立中共晋冀鲁豫中央局（书记邓小平）和晋冀鲁豫军区（司令员刘伯承），下辖太行、太岳、冀南和冀鲁豫四块根据地。1947年，刘邓率晋冀鲁豫区主力部队南下大别山后，徐向前主持晋冀鲁豫区工作。1948年，晋冀鲁豫军区与晋察冀军区合并，组成华北军区。
| 1945年下半年国共主要冲突列表 | 1945年下半年国共主要冲突列表 | 1945年下半年国共主要冲突列表                                 | 1945年下半年国共主要冲突列表                           |
| 战斗名称                     | 大致时间                     | 爆发原因                                                     | 实况                                                   |
| ---------------------------- | ---------------------------- | ------------------------------------------------------------ | ------------------------------------------------------ |
| 上党战役                     | 9.10-10.12                   | 阎锡山部队在长治接受日军投降，中共军队发起进攻               | 阎锡山部队10个师被全歼，长治被中共攻占                 |
| 平汉战役                     | 10.24-11.2                   | 国军沿平汉路北上接受日军投降，中共军队阻止其北进             | 中共军队合围国军7个师，将其全歼                        |
| 平绥战役                     | 10.18-12.4                   | 傅作义部队在绥远接受日军投降，中共为打通华北东北交通发起进攻 | 中共军队围攻归绥、包头两城一个半月，未能攻克，最后撤退 |
| 津浦战役                     | 10.15-12.14                  | 阻止国军沿津浦路北上受降                                     | 中共军队攻占山东大片地区，山东、华中两解放区连成一片   |
| 山海关战斗                   | 11.15                        | 开进东北之国军在山海关途中遭遇中共军队阻击                   | 国军突破中共军队阻击，穿越山海关，攻占锦州             |

國共內戰之邯郸战役、上黨戰役、塔山戰役

## 晋冀鲁豫边区政府
1948年6月12日，晋冀鲁豫边区政府与晋察冀边区行政委员会正式合署办公，改称华北联合行政委员会，但该委员会未正式办公。9月26日成立华北人民政府。27日，正式撤消晋冀鲁豫边区政府及晋察冀边区行政委员会。